# Bahnstrecke Jüterbog–Nauen
| Havelbrücke bei Caputh |                                                                                        |                                                              |                                                              |
| Die Bahnstrecken Jüterbog–Nauen und Nauen–Oranienburg der Umgehungsbahn |                                                                                        |                                                              |                                                              |
| Streckennummer (DB): | 6511 Jüterbog–Beelitz Stadt 6115 Beelitz Stadt–Golm 6068 Golm–Priort 6105 Priort–Nauen |                                                              |                                                              |
| Kursbuchstrecke (DB): | 209.21, 209.22, 209.33                                                                 |                                                              |                                                              |
| Kursbuchstrecke: | 96g (1934) 102 (1946)                                                                  |                                                              |                                                              |
| Streckenlänge: | 90,1 km                                                                                |                                                              |                                                              |
| Spurweite: | 1435 mm (Normalspur)                                                                   |                                                              |                                                              |
| Stromsystem: | Wustermark–Ferch-Lienewitz: 15 kV 16,7 Hz ~                                            |                                                              |                                                              |
| Zugbeeinflussung: | PZB                                                                                    |                                                              |                                                              |
| |                                                                                        |                                                              |                                                              |
| \| \| \| von Neustadt (Dosse), von Oranienburg \| \| \| \| 90,1 \| Nauen \| Nauen \| \| \| \| nach Velten \| \| \| \| \| nach Berlin \| \| \| \| 85,4 \| Bredow \| Bredow \| \| \| \| von Rathenow \| \| \| \| 81,1 \| Wustermark \| Wustermark \| \| \| \| Havelkanal \| \| \| \| \| nach Berlin \| \| \| \| \| von Falkenhagen und Berlin \| \| \| \| 77,3 \| Elstal \| Elstal \| \| \| 75,1 \| Priort \| Priort \| \| \| 70,4 \| Satzkorn (ehem. Personenbf) \| Satzkorn (ehem. Personenbf) \| \| \| 67,9 \| Potsdam-Marquardt \| Potsdam-Marquardt \| \| \| \| Sacrow-Paretzer Kanal \| \| \| \| 65,5 \| Bornim-Grube \| Bornim-Grube \| \| \| 62,7 \| Golm \| Golm \| \| \| \| nach Werder und nach Saarmund \| \| \| \| \| von Werder \| \| \| \| 58,8 \| Potsdam Park Sanssouci (früher: Potsdam Wildpark) \| Potsdam Park Sanssouci (früher: Potsdam Wildpark) \| \| \| \| nach Potsdam Hbf \| \| \| \| 58,0 \| Abzw Potsdam Wildpark Süd von Potsdam Hbf \| Abzw Potsdam Wildpark Süd von Potsdam Hbf \| \| \| \| \| \| \| \| 56,1 \| Potsdam Pirschheide (früher: Potsdam Hbf) Berliner Außenring \| Potsdam Pirschheide (früher: Potsdam Hbf) Berliner Außenring \| \| \| \| \| \| \| \| \| Templiner See \| \| \| \| 53,0 \| Caputh-Geltow (ehem. Bf) \| Caputh-Geltow (ehem. Bf) \| \| \| \| Havel \| \| \| \| 51,9 \| Caputh-Schwielowsee \| Caputh-Schwielowsee \| \| \| 47,5 \| Ferch-Lienewitz \| Ferch-Lienewitz \| \| \| 44,9 \| Abzw Lienewitz (Lia) nach Bad Belzig und Michendorf \| Abzw Lienewitz (Lia) nach Bad Belzig und Michendorf \| \| \| \| Berlin–Blankenheim \| \| \| \| 43,9 \| von Michendorf \| von Michendorf \| \| \| 40,0 \| Beelitz Stadt \| Beelitz Stadt \| \| \| 36,0 \| Elsholz (ehem. Bf) \| Elsholz (ehem. Bf) \| \| \| 31,2 \| Buchholz (Zauche) (ehem. Bf) \| Buchholz (Zauche) (ehem. Bf) \| \| \| \| von Bad Belzig \| \| \| \| 20,0 \| Treuenbrietzen \| Treuenbrietzen \| \| \| 17,7 \| Treuenbrietzen Süd \| Treuenbrietzen Süd \| \| \| 15,1 \| Frohnsdorf \| Frohnsdorf \| \| \| 11,5 \| Tiefenbrunnen \| Tiefenbrunnen \| \| \| 7,1 \| Altes Lager (ehem. Bf) \| Altes Lager (ehem. Bf) \| \| \| \| nach Lutherstadt Wittenberg \| \| \| \| \| von Lutherstadt Wittenberg, von Falkenberg \| \| \| \| 0,0 \| Jüterbog \| Jüterbog \| \| \| \| nach Berlin und Zossen \| \| |                                                                                        |                                                              |                                                              |
| Abzweig ehemals geradeaus und von rechts |                                                                                        | von Neustadt (Dosse), von Oranienburg                        | von Neustadt (Dosse), von Oranienburg                        |
| Bahnhof | 90,1                                                                                   | Nauen                                                        | Nauen                                                        |
| Abzweig geradeaus und ehemals nach links |                                                                                        | nach Velten                                                  | nach Velten                                                  |
| Abzweig ehemals geradeaus und nach links |                                                                                        | nach Berlin                                                  | nach Berlin                                                  |
| Bahnhof (Strecke außer Betrieb) | 85,4                                                                                   | Bredow                                                       | Bredow                                                       |
| Abzweig ehemals geradeaus, ehemals nach rechts und von rechts |                                                                                        | von Rathenow                                                 | von Rathenow                                                 |
| Bahnhof | 81,1                                                                                   | Wustermark                                                   | Wustermark                                                   |
| Brücke über Wasserlauf |                                                                                        | Havelkanal                                                   | Havelkanal                                                   |
| Abzweig geradeaus und nach links |                                                                                        | nach Berlin                                                  | nach Berlin                                                  |
| Abzweig geradeaus und von links |                                                                                        | von Falkenhagen und Berlin                                   | von Falkenhagen und Berlin                                   |
| ehemaliger Haltepunkt / Haltestelle | 77,3                                                                                   | Elstal                                                       | Elstal                                                       |
| Bahnhof | 75,1                                                                                   | Priort                                                       | Priort                                                       |
| Dienststation / Betriebs- oder Güterbahnhof | 70,4                                                                                   | Satzkorn (ehem. Personenbf)                                  | Satzkorn (ehem. Personenbf)                                  |
| Haltepunkt / Haltestelle | 67,9                                                                                   | Potsdam-Marquardt                                            | Potsdam-Marquardt                                            |
| Brücke über Wasserlauf |                                                                                        | Sacrow-Paretzer Kanal                                        | Sacrow-Paretzer Kanal                                        |
| ehemaliger Haltepunkt / Haltestelle | 65,5                                                                                   | Bornim-Grube                                                 | Bornim-Grube                                                 |
| Bahnhof | 62,7                                                                                   | Golm                                                         | Golm                                                         |
| Abzweig geradeaus und nach rechts |                                                                                        | nach Werder und nach Saarmund                                | nach Werder und nach Saarmund                                |
| Abzweig geradeaus und von rechts |                                                                                        | von Werder                                                   | von Werder                                                   |
| Bahnhof | 58,8                                                                                   | Potsdam Park Sanssouci (früher: Potsdam Wildpark)            | Potsdam Park Sanssouci (früher: Potsdam Wildpark)            |
| Abzweig geradeaus und nach links |                                                                                        | nach Potsdam Hbf                                             | nach Potsdam Hbf                                             |
| Abzweig geradeaus und von links | 58,0                                                                                   | Abzw Potsdam Wildpark Süd von Potsdam Hbf                    | Abzw Potsdam Wildpark Süd von Potsdam Hbf                    |
| |                                                                                        |                                                              |                                                              |
| Turmhaltepunkt geradeaus unten | 56,1                                                                                   | Potsdam Pirschheide (früher: Potsdam Hbf) Berliner Außenring | Potsdam Pirschheide (früher: Potsdam Hbf) Berliner Außenring |
| |                                                                                        |                                                              |                                                              |
| Brücke über Wasserlauf |                                                                                        | Templiner See                                                | Templiner See                                                |
| Haltepunkt / Haltestelle | 53,0                                                                                   | Caputh-Geltow (ehem. Bf)                                     | Caputh-Geltow (ehem. Bf)                                     |
| Brücke über Wasserlauf |                                                                                        | Havel                                                        | Havel                                                        |
| Haltepunkt / Haltestelle | 51,9                                                                                   | Caputh-Schwielowsee                                          | Caputh-Schwielowsee                                          |
| Bahnhof | 47,5                                                                                   | Ferch-Lienewitz                                              | Ferch-Lienewitz                                              |
| Abzweig geradeaus, nach links und nach rechts | 44,9                                                                                   | Abzw Lienewitz (Lia) nach Bad Belzig und Michendorf          | Abzw Lienewitz (Lia) nach Bad Belzig und Michendorf          |
| Kreuzung geradeaus oben |                                                                                        | Berlin–Blankenheim                                           | Berlin–Blankenheim                                           |
| Abzweig geradeaus und von links | 43,9                                                                                   | von Michendorf                                               | von Michendorf                                               |
| Bahnhof | 40,0                                                                                   | Beelitz Stadt                                                | Beelitz Stadt                                                |
| Haltepunkt / Haltestelle | 36,0                                                                                   | Elsholz (ehem. Bf)                                           | Elsholz (ehem. Bf)                                           |
| Haltepunkt / Haltestelle | 31,2                                                                                   | Buchholz (Zauche) (ehem. Bf)                                 | Buchholz (Zauche) (ehem. Bf)                                 |
| Abzweig geradeaus und ehemals von rechts |                                                                                        | von Bad Belzig                                               | von Bad Belzig                                               |
| Bahnhof | 20,0                                                                                   | Treuenbrietzen                                               | Treuenbrietzen                                               |
| Haltepunkt / Haltestelle | 17,7                                                                                   | Treuenbrietzen Süd                                           | Treuenbrietzen Süd                                           |
| ehemaliger Haltepunkt / Haltestelle | 15,1                                                                                   | Frohnsdorf                                                   | Frohnsdorf                                                   |
| ehemaliger Bahnhof | 11,5                                                                                   | Tiefenbrunnen                                                | Tiefenbrunnen                                                |
| Haltepunkt / Haltestelle | 7,1                                                                                    | Altes Lager (ehem. Bf)                                       | Altes Lager (ehem. Bf)                                       |
| Abzweig geradeaus und ehemals nach rechts |                                                                                        | nach Lutherstadt Wittenberg                                  | nach Lutherstadt Wittenberg                                  |
| Abzweig geradeaus und von rechts |                                                                                        | von Lutherstadt Wittenberg, von Falkenberg                   | von Lutherstadt Wittenberg, von Falkenberg                   |
| Bahnhof | 0,0                                                                                    | Jüterbog                                                     | Jüterbog                                                     |
| Strecke |                                                                                        | nach Berlin und Zossen                                       | nach Berlin und Zossen                                       |

Die Bahnstrecke Jüterbog–Nauen ist eine Bahnstrecke, die westlich um Berlin führt. Sie verläuft von Jüterbog über Treuenbrietzen, Beelitz, Potsdam, Wustermark nach Nauen. Die Strecke ist ein Teilstück der vor allem für den Güterverkehr konzipierten Umgehungsbahn, die die dicht befahrenen Bahnstrecken in Berlin entlasten sollten. Der Abschnitt Wustermark–Nauen ist mittlerweile stillgelegt, Golm–Priort ist nun ein Bestandteil des Berliner Außenrings und als zweigleisige Hauptbahn ausgebaut. Die Abschnitte Nauen–Priort und Golm–Beelitzer Kreuz sind beziehungsweise waren eingleisige Hauptbahn, der Rest eingleisige Nebenbahn.

## Geschichte

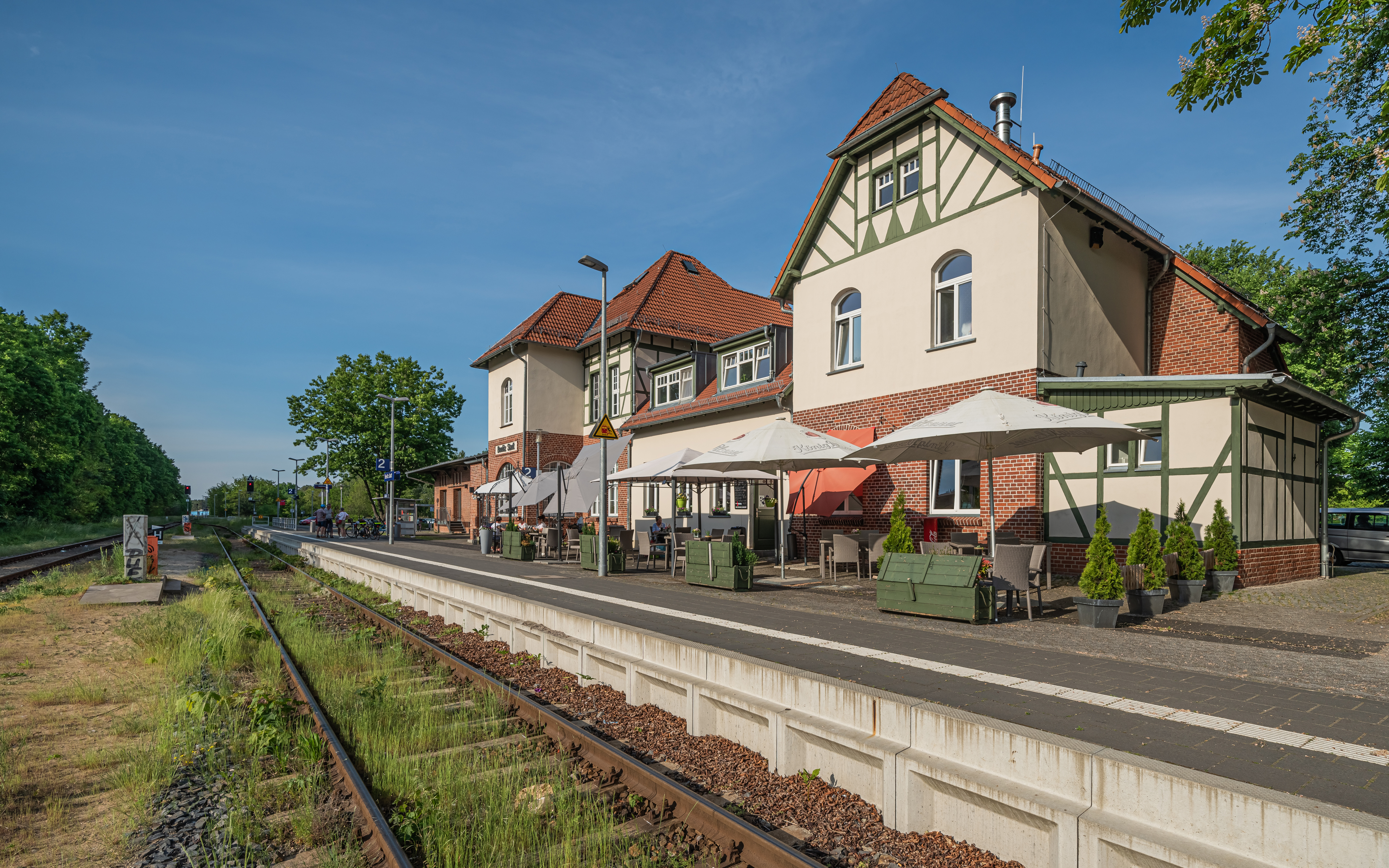
Bahnhof Beelitz Stadt

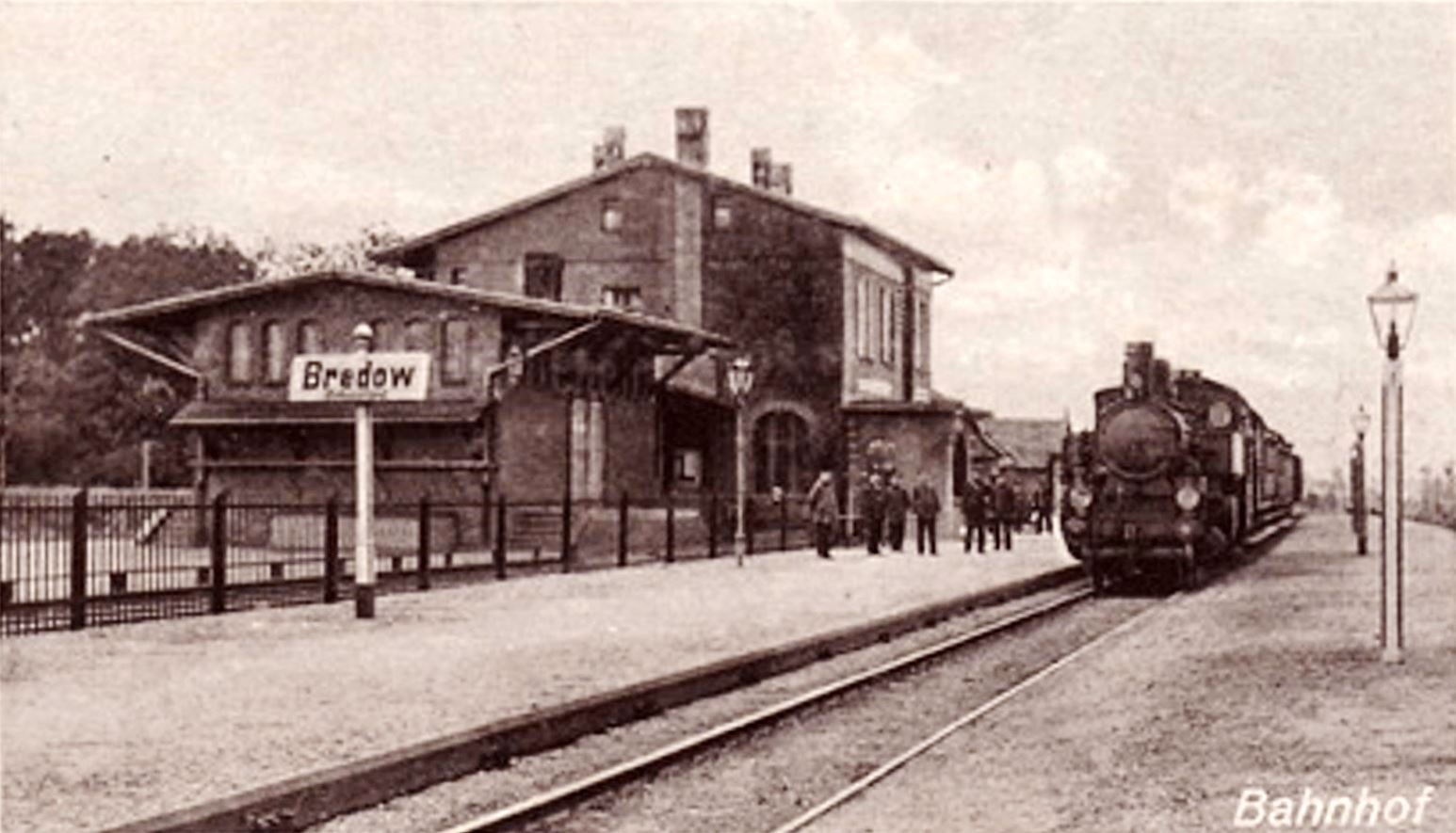
Bahnhof Bredow (um 1910)

Um die Wende zum 20. Jahrhundert erwies sich das Streckennetz in Berlin für den wachsenden Güterverkehr zunehmend als Engpass. Auch aus militärstrategischen Gründen wurde eine Umfahrung der Hauptstadt in Erwägung gezogen. Die am 1. Dezember 1894 eröffnete Strecke von Jüterbog nach Treuenbrietzen wurde über Potsdam nach Nauen an der Hamburger Bahn verlängert (Einweihung Treuenbrietzen–Beelitz Stadt 1. Oktober 1904, Beelitz Stadt–Wildpark 1. Oktober 1908 und Wildpark–Nauen 1. September 1902). Niveaufreie Kreuzungen mit bestehenden Hauptbahnen entstanden nördlich von Beelitz mit der Wetzlarer Bahn, im Bahnhof Wustermark mit der Berlin-Lehrter Eisenbahn und im Bahnhof Wildpark (heute Bahnhof Potsdam Park Sanssouci) mit der Bahnstrecke Berlin–Magdeburg. Mit dem Bau des Verschiebebahnhofs Wustermark an der Lehrter Bahn östlich der Kreuzung mit der Umgehungsbahn entstand eine zweigleisige Verbindungsstrecke aus Richtung Wildpark, die nördlich von Priort nach Osten abbog. Auch der Abschnitt von Wustermark nach Nauen wurde für den Bau des Verschiebebahnhofs zweigleisig ausgebaut.
Während des Ersten Weltkrieges, 1915, wurde die Verlängerung von Nauen über Kremmen nach Oranienburg eingeweiht. Im Zuge der Eröffnung des Rangierbahnhofs Seddin entstanden in der ersten Hälfte der 1920er Jahre Verbindungskurven von Ferch-Lienewitz und Beelitz Stadt dorthin. In den folgenden Jahren wurde das Netz der Berliner Umfahrungsstrecken mit der Verbindung von Seddin nach Großbeeren und später mit dem Güteraußenring weiter ausgebaut.
Im Personenverkehr diente die Strecke vornehmlich lokalen Interessen.
Nach dem Zweiten Weltkrieg und der deutschen Teilung war für die DDR die Umfahrung West-Berliner Gebietes besonders wichtig geworden. In der Nähe des Bahnhofes Altes Lager wurde eine Verbindungskurve zur Anhalter Bahn nach Süden gebaut. Sie ging provisorisch am 20. März 1950, offiziell am 1. April 1950 in Betrieb. Das Verkehrsaufkommen auf der Strecke nahm in den Folgejahren zu, Mitte der 1950er Jahre wurde sie auch von Schnellzügen aus Sachsen zur Ostsee benutzt. Mit dem Berliner Außenring entstand in der zweiten Hälfte der 1950er Jahre eine leistungsfähige Umfahrung, in die zwischen Golm und Priort die Umgehungsbahn einbezogen wurde. Am Schnittpunkt von Umgehungsbahn und Außenring in den Wäldern südwestlich von Potsdam wurde 1958 der Turmbahnhof Potsdam Süd eingeweiht, der wenige Jahre später zum Potsdamer Hauptbahnhof wurde (heute Potsdam Pirschheide).
Nach dem Mauerbau und der Schließung der Hamburger Bahn nach einem Grenzdurchbruch im Dezember 1961 nutzten auch die Züge Berlin–Hamburg den Abschnitt zwischen Wustermark und Nauen, die sogenannte Bredower Kurve. Für den Güterverkehr blieb die Strecke als Ergänzungsstrecke vor allem zum nahegelegenen Rangierbahnhof Seddin wichtig. Die Transitzüge aus Richtung Bebra, Ludwigsstadt und Hof (Saale) nach West-Berlin benutzten den Streckenabschnitt von Abzweig Lienewitz bis Abzweig Wildpark Süd planmäßig.
Zum 31. August 1992 war der Streckenabschnitt Wustermark–Bredow–Nauen elektrifiziert worden, da der direkte Weg von Nauen nach Spandau noch unterbrochen war. Er war Teil eines größeren Versuchsabschnitts von Wittenberge bis Wustermark, in dem die Deutsche Reichsbahn verschiedene ost- und westdeutsche Fahrleitungsbauarten erprobte. Zwischen Wustermark und Nauen kam dabei eine Fahrleitungsbauart "Re 2 mod Alu" zum Einsatz. Das Längskettenwerk entsprach dabei der westdeutschen Bauart Re 200. Die Ausleger entsprachen im Grundsatz der in Ostdeutschland üblichen Bauart Re 2, waren aber abweichend aus Aluminiumbauteilen anstatt Stahl gefertigt.

## Entwicklung nach 1995

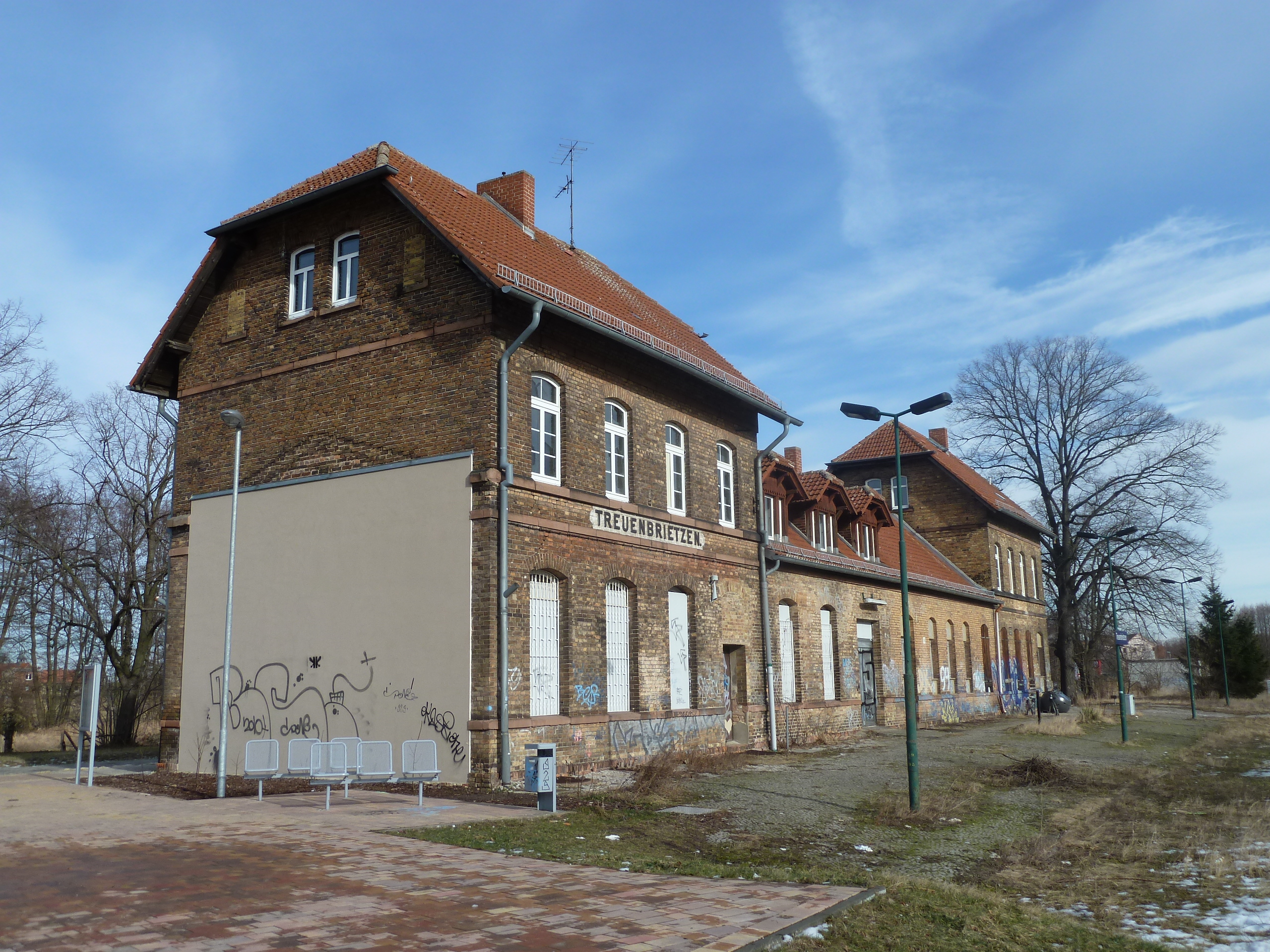
Denkmalgeschütztes Bahnhofsgebäude in Treuenbrietzen, 2012

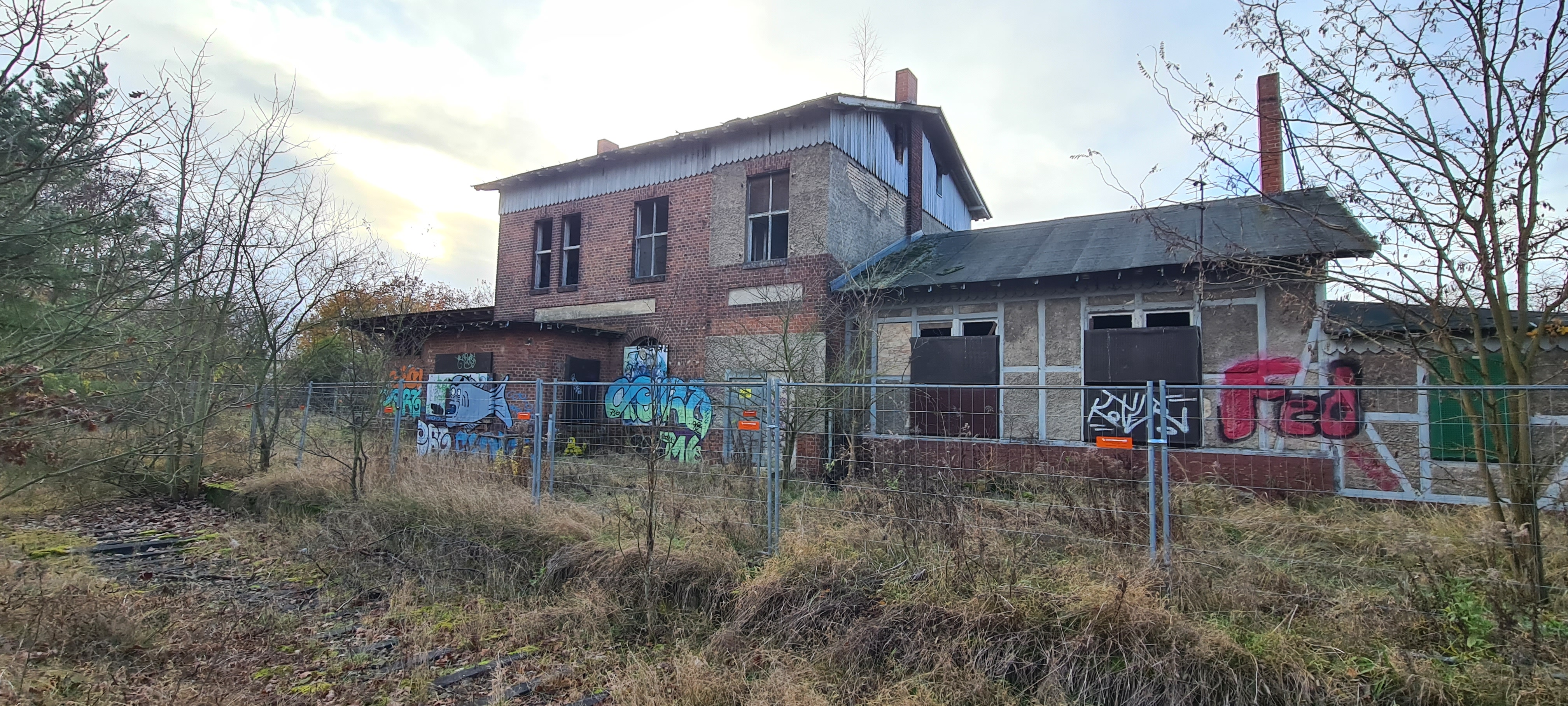
Ehemaliger Bahnhof Bredow (2023) an der stillgelegten Verbindung Wustermark–Bredow–Nauen

Am 30. April 1996 wurde die Verbindung Wustermark–Bredow–Nauen stillgelegt, nachdem mit der wiedereröffneten Hamburger Bahn eine direkte Verbindung nach Berlin zur Verfügung stand.
Auf dem Abschnitt Wustermark–Golm–Potsdam verkehrt heute alle ein bis zwei Stunden die Regionalbahnverbindung RB 21, auf dem Außenringabschnitt außerdem die RB 20 und ein reger Güterverkehr. Der Personenverkehr zwischen Wildpark (heute Potsdam Park Sanssouci) und Potsdam Pirschheide wurde 1994 eingestellt, stattdessen fahren die Züge nun von Potsdam Hauptbahnhof.
1998 wurde die Brücke der Umgehungsbahn über die Wetzlarer Bahn bei Beelitz gesperrt. Statt der durchgehenden Züge Potsdam–Jüterbog verkehrte seitdem zwischen Potsdam und Ferch-Lienewitz die RB 22 und weiter über Michendorf. Zwischen 2019 und 2022 wurde ein Ersatzneubau errichtet.
Beelitz Stadt, Treuenbrietzen und Jüterbog werden seitdem mit der RB 33 aus Berlin-Wannsee über Michendorf bedient. Nach 2000 gab es Überlegungen zur Einstellung des Personenverkehrs auf dem relativ schwach nachgefragten Abschnitt Beelitz Stadt–Jüterbog, allerdings wurde 2006/07 diese Strecke auf 100 km/h ausgebaut. Die Attraktivität des Angebotes hat sich dank der kürzeren Fahrzeit und günstiger Anschlüsse in Berlin-Wannsee und seit Ende 2007 auch in Jüterbog gesteigert. Die Verkehrsleistung auf der RB 33 wurde zum Fahrplanwechsel im Dezember 2007 für zunächst zwei Jahre im Interessenbekundungsverfahren vergeben, den Zuschlag erhielt Veolia Verkehr mit ihrer Tochtergesellschaft Ostseeland-Verkehr (OLA). Die Strecke wurde unter der Markenbezeichnung Märkischen Regiobahn (Linie MR 33) mit Desiro-Triebwagen betrieben. Montags bis freitags gab es zwischen Beelitz Stadt und Berlin-Wannsee einen ungefähren Stundentakt.
Mit Fahrplanwechsel im Dezember 2011 übernahm die Ostdeutsche Eisenbahn (ODEG) die Verbindung Berlin-Wannsee – Jüterbog. Auf der als OE 33 bezeichneten Linie werden Gelenktriebwagen der Baureihe 646 eingesetzt. Auf der gesamten Linie verkehren die Züge von Montag bis Freitag stündlich mit Kreuzung in Treuenbrietzen und am Wochenende im Zweistundentakt. Ebenfalls seit Dezember 2011 verkehrt aufgrund der geplanten und 2020 erfolgten Inbetriebnahme des Flughafens Berlin Brandenburg die Linie RB 22 direkt über den Berliner Außenring. Auf der Umgehungsbahn im Bereich Caputh verkehrt nun die RB 23 (Potsdam – Michendorf).
Zum Fahrplanwechsel am 9. Dezember 2012 wurden die Linienbezeichnungen vereinheitlicht, damit wurde auch die Linienbezeichnung OE 33 in RB 33 geändert.
Seit Ende 2022 wird die Linie RB 33 von Beelitz Stadt wieder über Caputh nach Potsdam
geführt. Eine neue Linie RB 37 verbindet Beelitz Stadt mit Berlin-Wannsee. Für den Wiederaufbau der Brücke über die Wetzlarer Bahn wurden im Herbst 2018 die Planfeststellungsunterlagen ausgelegt und im Oktober 2019 der Planfeststellungsbeschluss erteilt. 2021, ein Jahr vor Wiedereröffnung des Personenverkehrs, ging die Strecke über die Brücke wieder in Betrieb.
Unter Denkmalschutz stehen neben den Bauten in den Bahnhöfen Potsdam Park Sanssouci und Jüterbog, welche bereits für andere Strecken errichtet worden waren, die Bahnhofsgebäude in Tiefenbrunnen, Treuenbrietzen, Buchholz (Zauche), Beelitz Stadt und Caputh-Geltow sowie ein Bahnwärterhaus in Priort.

## Sonstiges
Nach der Einstellung des Verkehrs diente der Bahnhof Bredow als Kulisse für den Kriminalfilm „Dettmanns weite Welt“ aus der Serie Polizeiruf 110. Otto Sander und Ben Becker sind als Streckenarbeiter mit dem Abbau „ihrer“ Strecke, an der sie jahrelang gearbeitet hatten, beschäftigt. Bereits die beiden Vorgängerfilme „Totes Gleis“ und „Das Wunder von Wustermark“ waren in Bredow gedreht worden, die Bahnhofsszenen im Film „Totes Gleis“ allerdings auf dem Bahnhof Großbeeren an der Anhalter Bahn.